# Megachile pluto
La abeja de Wallace (Megachile pluto) es una especie de himenóptero considerada la abeja más grande del mundo. En 1859 una abeja fue encontrada en las selvas de Indonesia por el famoso naturalista, Alfred Russel Wallace. No se encontró ningún otro rastro de ésta en los 120 años siguientes y se creía que estaba extinta. Para el asombro de muchos, la abeja de Wallace fue reencontrada y filmada en 2019, después de este largo período.
La hembra de Megachile pluto, fue dibujada por el Dr. H. Friese (1911), está cubierta con un vello negro aterciopelado, pero tiene una franja blanca en la parte delantera de su abdomen. Tiene mandíbulas enormes para recoger la resina.
Se la considera en estado vulnerable.

## El descubrimiento
Alfred Russel Wallace pasó 8 años, desde 1854 a 1862, explorando la fauna del archipiélago malayo (13 000 islas que ahora pertenecen a Malasia e Indonesia). El naturalista recogió 125.660 especímenes, incluyendo 83.200 escarabajos. En total 1000 de los especímenes que colectó resultaron ser nuevas especies para la ciencia.
Wallace en 1859 encontró una sola hembra de la abeja más grande del mundo en la isla de Bacan en las islas Molucas del norte, Indonesia. Resultaron tan espectaculares las colecciones de mamíferos, pájaros y de insectos realizadas por Wallace en la región que personalmente no se impresionó con esta notable abeja.
En su libro famoso acerca de su viaje, Viaje al Archipiélago Malayo (1869), registró simplemente su descubrimiento como una avispa negra grande, con las quijadas inmensas como un escarabajo macho. El entomólogo británico, Frederick Smith, del Museo Británico, otorgó una mayor significación al descubrimiento de esta abeja. En su descripción científica de la abeja en 1860 él escribió, esta especie es el gigante del género al cual pertenece, y es la adición más magnífica que Wallace ha hecho a nuestro conocimiento de la familia Apidae.

## Redescubrimientos
No hubo otros informes de esta enorme abeja durante los 120 años siguientes. Dada la silvicultura en Bacan, se creyó que la abeja podría llegar a estar extinta antes de que más fueran encontradas. 
Entonces en 1981 un biólogo americano, Adam Messer, descubrió seis nidos en Bacan e islas colindantes de las Molucas septentrionales (véase J Kansas Soc ent , 1984, 57: 165-168). La abeja era tan rara que los lugareños nunca habían visto los nidos o colmenas con anterioridad.
El 25 de enero de 2019 un grupo de investigadores compuesto por el fotógrafo Clay Bolt, el entomólogo Eli Wyman, el ecólogo del comportamiento Simon Robson y el ornitólogo Glenn Chilton volvieron a "redescubrir" un ejemplar de la especie en el mismo grupo de las islas Molucas, en Indonesia. Se trata de una hembra que localizaron adentro de un nido de termitas y a la cual pudieron fotografiar y tomar video.

## Biología
Las abejas gigantes de Indonesia del género Megachile (previamente llamadas Chalicodoma) miden 39 mm de largo. La hembra Megachile pluto tiene una envergadura de ala de 63 mm. Su gran cabeza es de 13 mm de ancho y posee enormes mandíbulas. La especie es una variedad de abejas de la resina, y utiliza estas quijadas para recolectar la resina con la que construye sus nidos. Adam Messer descubrió que raspa una bola de la resina con sus quijadas, después la hace rodar a lo largo del tronco del árbol usando una placa alargada especial como la cuchilla de una motoniveladora. Hace rodar la bola hacia adelante y hacia atrás hasta que tiene cerca de 10 mm de ancho. Luego vuela a su colonia con la bola de resina en sus quijadas. Una colonia de abejas dentro de una colonia de termitas en la copa de un árbol.
Todas las colonias de la abeja que Messer encontró estaban ocultas dentro de colonias activas de termitas (Microcerotermes). Estas termitas construyen nidos de un material de madera masticado en los troncos y las ramas de los árboles. Había hasta seis abejas hembras en cada colonia. Messer encontró que las abejas construyen una abertura horizontal al túnel vertical principal cuyo tamaño permite el paso de dos hembras.
Las celdas horizontales para la cría se construyen del túnel principal. La colonia más grande estudiada tenía 157 celdas de cría, aunque solamente 25 estaban en uso. El resto estaba sellado y abandonado. Messer encontró que la abeja hembra recoge fibras de madera para la construcción de la colonia. Construye los túneles y las celdas mezclando partículas de madera con resina. La mezcla endurece transformándose en un material impermeable negro que no permite a las termitas la entrada al nido de la abeja. El zángano es muy pequeño.
El macho de Megachile pluto tiene solamente 23 mm de largo. Messer no encontró ningún macho dentro de las colonias. Los machos estaban posados en vegetación cerca de fuentes de la resina o en cercanías de la colonia, listos para perseguir a una hembra o para perseguir otro macho alejándolo.